# Râul Valea Puiușului
Valea Puiușului este un curs de apă, afluent al Râului Alb în județul Dâmbovița.  